# Elizabeth Sinclair
Elizabeth McHutchison Sinclair (26 de abril de 1800, Glasgow-16 de octubre de 1892) fue una ama de casa, granjera y propietaria de plantaciones en Nueva Zelanda y Hawái. Es conocida como la matriarca de la familia Sinclair, que compró la isla hawaiana de Niʻihau en 1864. Se casó con Francis Sinclair, capitán de barco. Con seis niños, la familia se trasladó a Nueva Zelanda. Su marido y su hijo mayor (y muchas de las propiedades de la familia) se perderían más tarde en alta mar.
Después de años de dedicarse a llevar su granja, principalmente en Pigeon Bay, en la península de Banks, en la Región de Canterbury de la Isla Sur de Nueva Zelanda, decidió instalarse en Canadá. Desencantada con las condiciones que se encontró en la isla de Vancouver pensó en emigrar a California, pero en cambio puso rumbo a Hawái, donde compró la isla de  Niʻihau por 10 000 dólares. Más tarde adquirió más tierras en Hanapepe y Makaweli en la isla de Kaua'i. Sus descendientes, la familia Robinson, continúan poseyendo y manteniendo la isla de Ni'ihau.

## Primeros años
Elizabeth Sinclair nació en Glasgow (Escocia) el 26 de abril de 1800. Conocida como "Eliza", era una de los seis hijos de William (o James), un mercader de éxito, y Jean Robertson McHutcheson (a veces deletreado "McHutchison"). Eliza se casó con el capitán Francis W. Sinclair (1797–1846) de la Royal Navy el 13 de enero de 1824. Tuvieron tres hijos y tres hijas.  Sinclair fue considerado un navegante magistral, conocido por salvar la vida del Duque de Wellington durante una tempestad en la mar cuando le escoltaba a su regreso de la Batalla de Waterloo en 1815.

## Nueva Zelanda
Los Sinclair se trasladaron a Nueva Zelanda, donde llegaron en 1841, afincándose en Pigeon Bay en 1843.  El marido de Eliza y su hijo mayor, George, desaparecieron en alta mar en 1846 durante un viaje empresarial a Wellington.  Su marido llevaba  todo el dinero de la familia en efectivo, además de la producción.  Después de la desaparición de su marido, Eliza y sus cinco niños tuvieron que sobrevivir por sí mismos en Pigeon Bay.  Al casarse sus hijos y empezar a tener nietos, el clan Sinclair necesitó más tierras, y Francis, uno de los hijos de Eliza, ayudó  a planificar un nuevo viaje con este fin.  Vendieron sus propiedades en Nueva Zelanda y zarparon hacia el Noroeste del Pacífico de los Estados Unidos con el objetivo de adquirir propiedades en la Columbia Británica.

## Noroeste del Pacífico
A primeros de junio de 1863, el Bessie atracó en Victoria (Columbia Británica), en  Vancouver Island.  Los Sinclair se encontraron una tierra salvaje y subdesarrollada de espesos bosques, y se esforzaron en desbrozar la tierra para la agricultura, tarea casi imposible con sus limitaciones de mano de obra y recursos.  Los recién llegados también encontraron a los nativos americanos muy diferentes de los maoríes de Nueva Zelanda, con los que estaban más familiarizados. Eliza se estableció en California como objetivo, pero un conocido suyo, Henry Rhodes, le recomendó que evitaran la mala mar del invierno, que dificultaba el anclaje.  Rhodes les aconsejó que pusieran rumbo a las Islas Sandwich (Hawái), ya que su hermano vivía en Honolulú. Los Sinclair estuvieron de acuerdo, y se embarcaron una vez más en el Bessie.

## Hawái
A la edad de 63 años, Eliza dirigió a 13 miembros de su familia a Hawái, llegando al puerto de Honolulu el 17 de septiembre de 1863 en el barco Bessie, capitaneado por su yerno, Thomas Gay.  El buque, de 300 toneladas llegó plenamente aprovisionado, con ovejas merinas, una vaca, heno, grano, pollos, un piano magnífico, libros, y ropa. Eliza tuvo honores de "jefa" para los nativos hawaianos empleados por ella y su familia " en la isla de Niihau y en Makaweli en Kauai.

## Descendientes
Sus descendientes continúan gobernando la isla, que es de su propiedad privada.